# Gezicht op Deventer vanuit het noordwesten
Gezicht op Deventer vanuit het noordwesten is een schilderij van de Hollandse landschapschilder Salomon van Ruysdael, gemaakt in 1657, 51,8 × 76,5 centimeter groot. Het bevindt zich in de collectie van de National Gallery te Londen.

## Context
Net als veel kunstschilders in zijn tijd reisde Ruysdael regelmatig door de Nederlanden om materiaal te verzamelen voor zijn werken, maar de meeste tijd woonde hij in het welvarende Haarlem, waar hij als een vooraanstaand kunstschilder gold. Aanvankelijk maakte hij vooral kleine genrewerkjes, vaak met reizigers en boerenfiguren, en duinlandschappen. Na 1640 veranderde zijn stijl en schilderde hij vooral riviergezichten die zich kenmerkten door hun open karakter en een krachtige, verstilde sfeer, vaak met scheepjes in de verte en silhouetten van vergelegen steden. Gezicht op Deventer vanuit het noordwesten is hiervan een typerend voorbeeld.

## Afbeelding
Gezicht op Deventer vanuit het noordwesten is topografisch geen getrouwe weergave. Onduidelijk is ook of Ruysdael Deventer daadwerkelijk heeft bezocht. Kunsthistorica Erika Langmuir oppert dat het tafereel mogelijk gebaseerd is op oude prenten van de stad en een illustratie zou kunnen zijn bij Karel van Manders in 1604 verschenen Schilder-boeck, met name in diens beschrijving van motieven die de aantrekkingskracht van een landschap kunnen verhogen: "rivieren met brede bochten die zich een weg zoeken tussen moerassige vlaktes. <...> het water moet steeds op het laagste niveau van het schilderij worden voorgesteld. Steden dienen zich uit te strekken in de richting van hoger gelegen gronden". Wat dat laatste aangaat volgt Ruysdael de aanbeveling van Van Mander echter niet op: hij tekende een lage horizonlijn met minuscule molens, links de Noordenbergtoren, in de verte de dubbele spitsen van de Berghkerk en ongeveer in het midden, als een markant accent, de klokkentoren van de Grote Kerk. De lange kim creëert een uitgesproken verticaal accent onder een weidse Hollandse lucht die, in dit geval wel in overeenstemming met Van Manders aanbevelingen, "het lichtst is waar hij de aarde raakt". Het zorgt voor dieptewerking, versterkt door de terugwijkende oevers, de moerassige strook land op de voorgrond en de schepen die met bolle zeilen volgens een diagonale lijn naar de achtergrond varen.
Hoewel driekwart van het schilderij wordt ingenomen door de dramatische wolkenlucht, weet Ruysdael sterk de nadruk te leggen op de menselijke activiteiten in het onderste deel van het werk, met de kleine zeilschepen en links een aantal vissers in roeibootjes, bezig met hun netten. Bijzonder is ook de delicate weergave van het bijna onnatuurlijke licht en het effect waarmee dat licht op het water schijnt. Het verleent het kleine paneeltje een krachtig en dynamisch effect dat doet denken aan de grote marines uit die tijd, maar dan meer alledaags en bovenal: stil, sober en typisch Hollands.

## Vergelijkbare werken

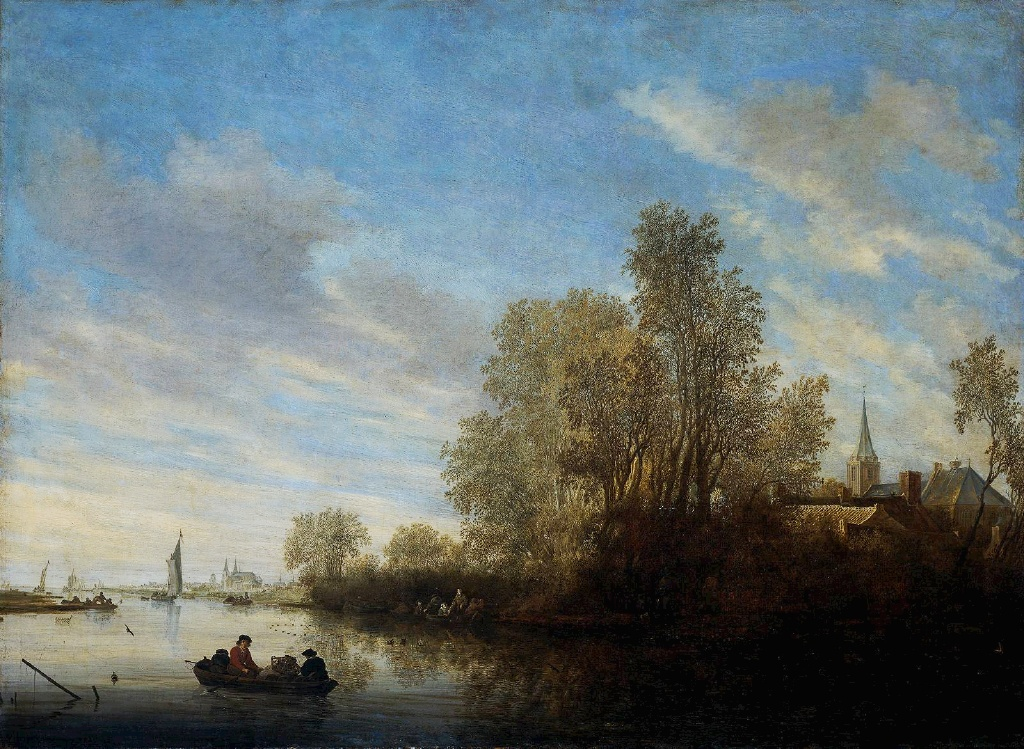
Riviergezicht bij Deventer, eerder werk, 1645, Rijksmuseum Amsterdam
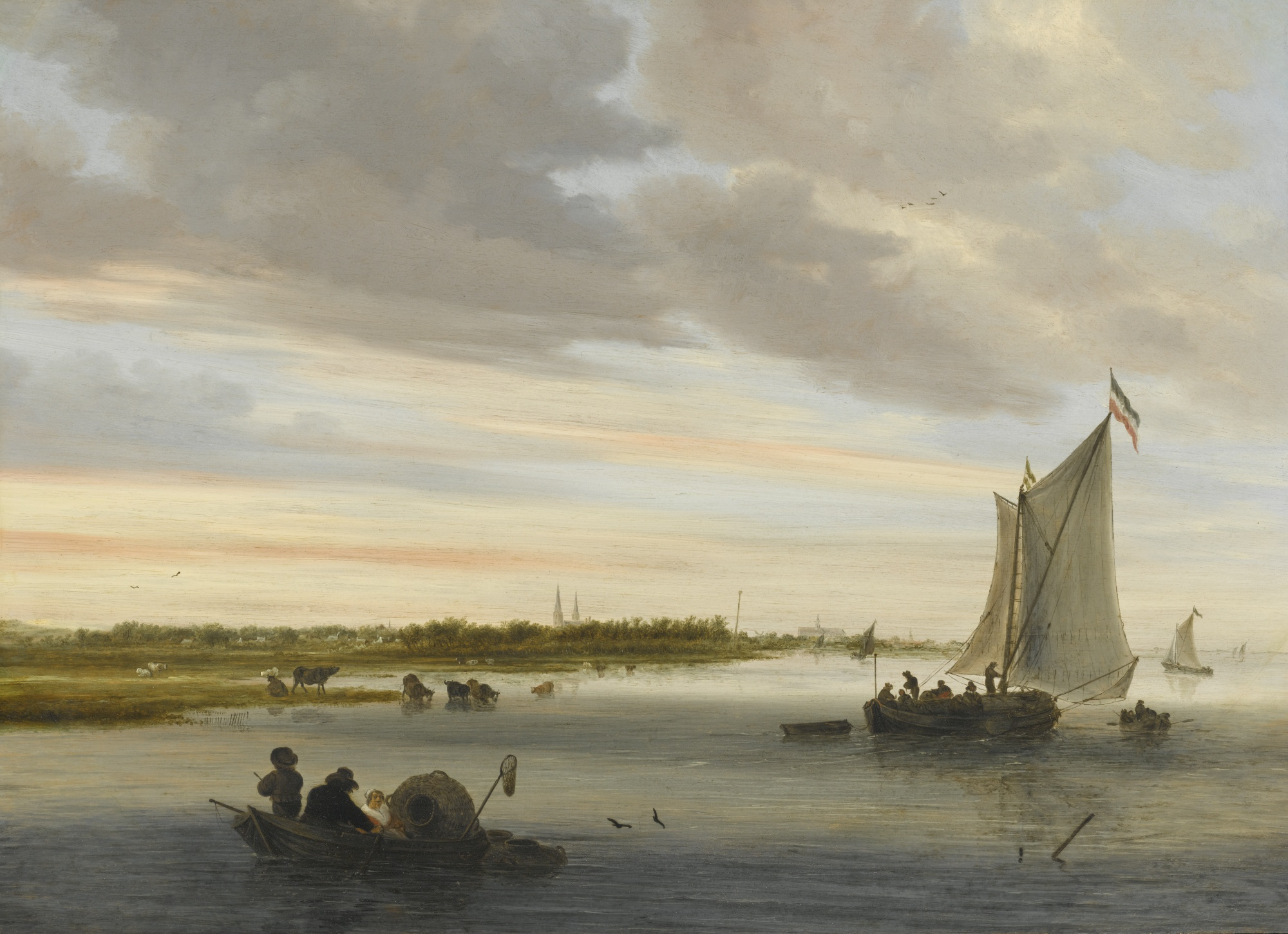
Rivierlandschap met de stad Haarlem, Ruysdaels woonplaats, 1647
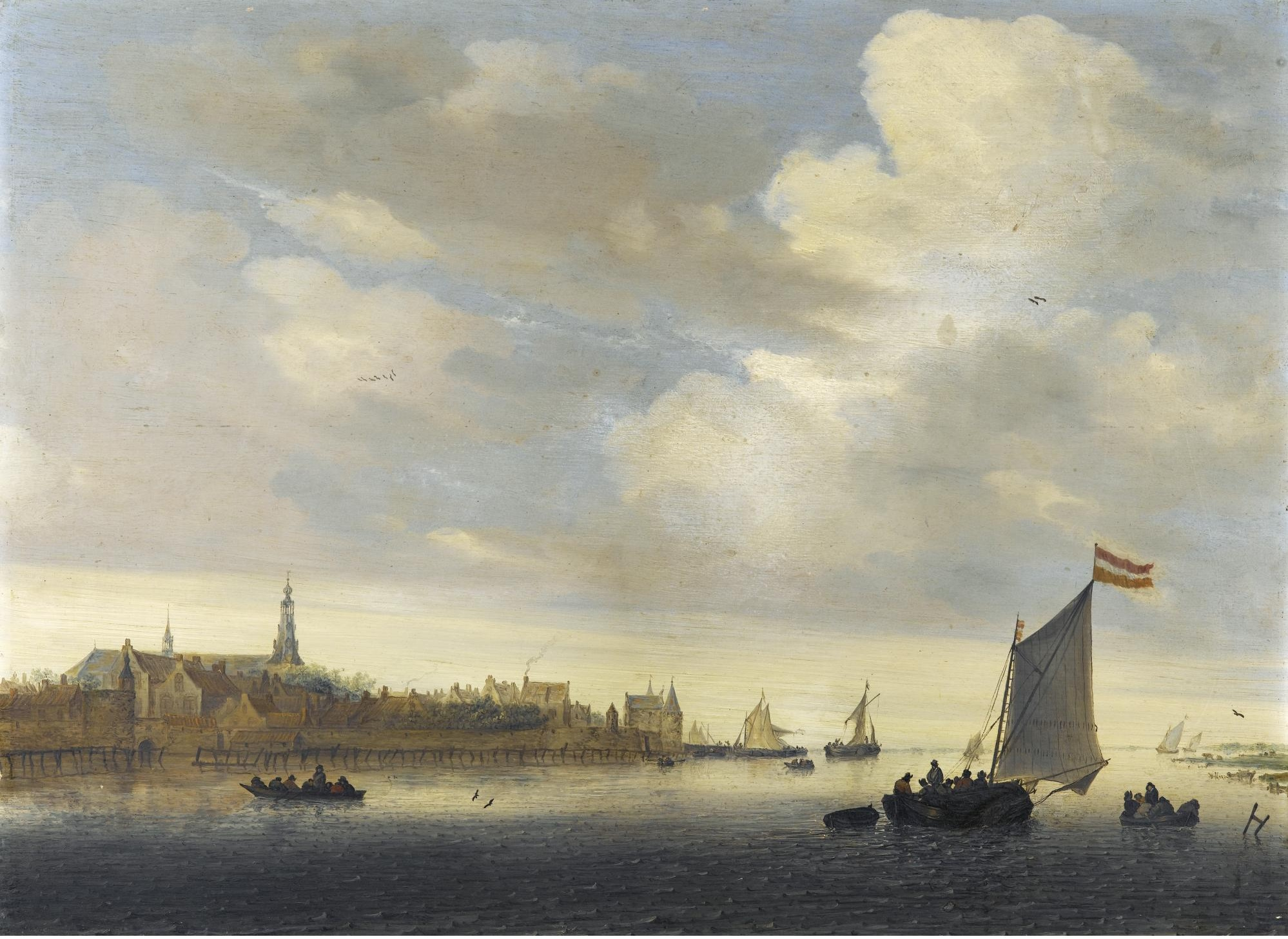
Riviergezicht met de stad Weesp, vergelijkbaar werk, 1650